# Imidazolinek

A 2-, 3- és 4-imidazolin szerkezete

Az imidazolinek a heterociklusok egyik osztálya, formálisan az imidazolokból vezethetők le az egyik kettős kötés redukciójával. Három izomer ismert, a 2-imidazolin, a 3-imidazolin és a 4-imidazolin. A 2- és 3- izomerekben egy imincentrum, míg a 4-imidazolinben alkéncsoport található. A 2-imidazolincsoport több gyógyszermolekulában is előfordul.

Az imidazol és redukált származékai közötti kémiai kapcsolat

Az imidazolinek stabil karbéneket képezhetnek. Ebből a célból a mindkét nitrogénatomon szubsztituált imidazolok nátrium-hidriddel és kálium-terc-butoxiddal redukálhatók, az így kapott – Arduengo-karbéneknek is nevezett – karbének stabilak. Ezeket a karbéneket használhatjuk például a Grubbs-katalizátorok ligandumaként.

## Fordítás
- Ez a szócikk részben vagy egészben  az   Imidazoline című angol Wikipédia-szócikk ezen változatának fordításán alapul.  Az eredeti cikk szerkesztőit annak laptörténete sorolja fel. Ez a jelzés csupán a megfogalmazás eredetét és a szerzői jogokat jelzi, nem szolgál a cikkben szereplő információk forrásmegjelöléseként.
- Ez a szócikk részben vagy egészben  az   Imidazoline című német Wikipédia-szócikk ezen változatának fordításán alapul.  Az eredeti cikk szerkesztőit annak laptörténete sorolja fel. Ez a jelzés csupán a megfogalmazás eredetét és a szerzői jogokat jelzi, nem szolgál a cikkben szereplő információk forrásmegjelöléseként.